# Grenzflächenexzess

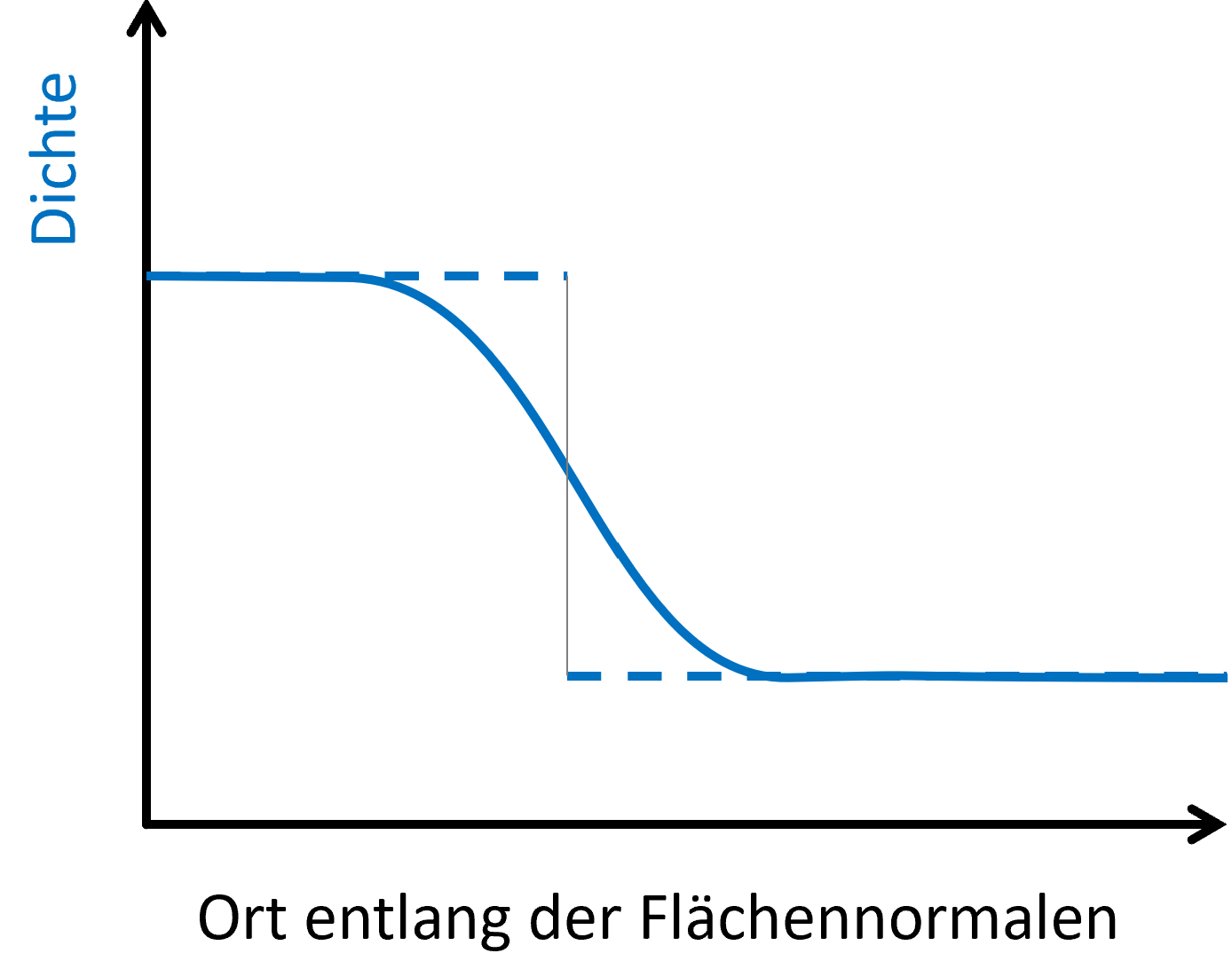
Festlegen der Gibbs Dividing Surface

Der Grenzflächenexzess gibt den Teil einer thermodynamischen Größe an, der bedingt durch die Grenzfläche zusätzlich im System vorhanden ist. Der Begriff geht auf Josiah Willard Gibbs zurück. Beispiele hierfür sind die Grenzflächenexzesskonzentration der Substanz {\displaystyle i} , {\displaystyle \Gamma _{i}}, und die Grenzflächenspannung, {\displaystyle \gamma }. 
Hierbei bezeichnet
- {\displaystyle G} die freie Enthalpie des Systems
- {\displaystyle T} absolute Temperatur
- {\displaystyle p} Druck
- {\displaystyle n} Stoffmenge
- {\displaystyle A} Flächeninhalt der Grenzfläche

Betrachten wir z. B. die Dichte einer einheitlichen Substanz in der Nähe einer Grenzfläche. Die nebenstehende Abbildung soll die Dichte als Funktion des Ortes entlang der Flächennormalen der Grenzfläche darstellen. In vielen Fällen können wir gefahrlos annehmen, dass die Grenzfläche unendlich scharf sei. D. h. wie in der nebenstehenden gestrichelt gezeichneten Funktion springt die Dichte unstetig von dem Wert der ersten angrenzenden Phase zum Wert der zweiten angrenzenden Phase. Die Stelle, an der wir der Dichte den unendlich scharfen Sprung geben, nennen wir die Gibbs dividing surface. In der Realität jedoch ist auch die Grenzfläche ein dreidimensionales Gebilde und die Dichte verändert sich wie in der blauen Funktion gezeichnet entlang der Flächennormalen kontinuierlich. Integration über das Volumen – sowohl der realistischen Funktion, als auch der Stufenfunktion – ergibt eine Zahl an Molekülen im System. Die Differenz zwischen beiden Werten nennen wir Grenzflächenexzess. Integrieren wir nicht über das Volumen, sondern nur entlang der Flächennormalen erhalten wir als Differenz der beiden Integrale eine Größe der Dimension Menge/Fläche. Dies ist die Grenzflächenexzesskonzentration, sehr häufig auch abgekürzt lediglich als Grenzflächenkonzentration bezeichnet. Allerdings hängt diese Differenz davon ab, an welcher Stelle wir die Gibbs dividing surface platzieren. Bei einem Einkomponentensystem legen wir diese so, dass beide Integrale gleich groß sind, wir also eine Grenzflächenexzesskonzentration von {\displaystyle \Gamma =0} erhalten.
Betrachten wir anstelle der Dichte andere volumenbezogene spezifische Eigenschaften, so behalten wir in diesen Betrachtungen die vorher gewählte Position der Gibbs dividing surface bei, die Differenz der beiden Integrale unter der realistischen Funktion und der Stufenfunktion werden bei dieser Eigenschaft im Allgemeinen von {\displaystyle 0} verschieden sein.

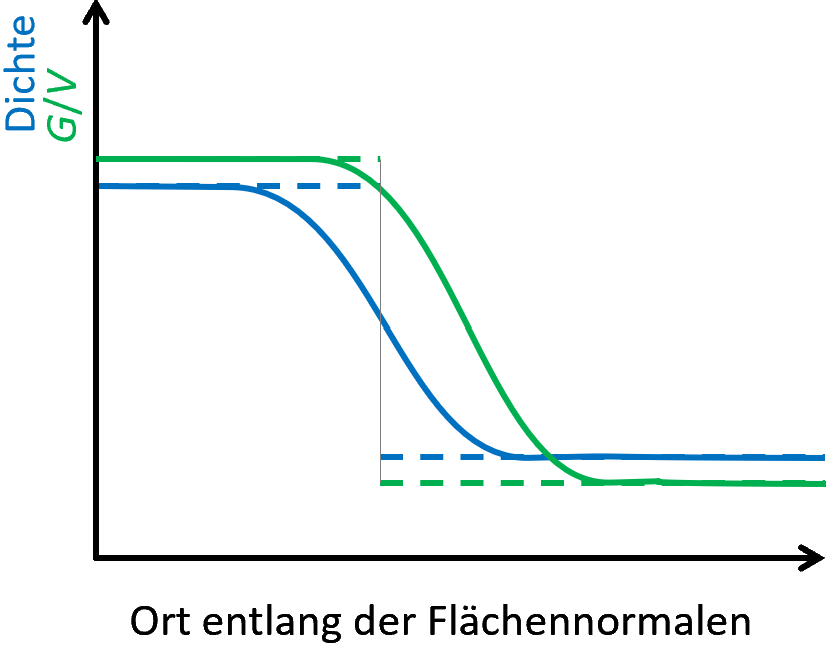
Grenzflächenexzess der Freien Enthalpie

Betrachten wir z. B. die volumenbezogene spezifische Freie Enthalpie {\displaystyle G/V} als Funktion des Ortes entlang der Flächennormalen erwarten wir ebenfalls einen kontinuierlichen Übergang (grün gezeichnete Funktion in nebenstehendem Diagramm). Extrapolieren wir jeweils {\displaystyle G/V} von den beiden angrenzenden Volumenphasen, d. h von links und von rechts bis zur vorher festgelegten Gibbs dividing surface erhalten wir wieder eine scharfe Stufenfunktion. Die Differenz der Integrale unter diesen beiden Funktionen ist nun von {\displaystyle 0} verschieden, hat die Dimension Energie/Fläche und wird Grenzflächenspannung genannt. Vergrößern wir in einem bestehenden System unter Beibehaltung von Temperatur, {\displaystyle T}, Druck, {\displaystyle p}, und Stoffmenge, {\displaystyle n}, die Grenzfläche, erhöht sich die Freie Enthalpie des Systems entsprechend. Dies bedeutet: die Grenzflächenspannung ist die Ableitung der Freien Enthalpie nach der Fläche, bei Konstanthalten aller anderen thermodynamischen Größen:
{\displaystyle \gamma ={\frac {G_{\text{Grenzfl.exzess}}}{A}}=\left({\frac {\partial G}{\partial A}}\right)_{T,p,n}}

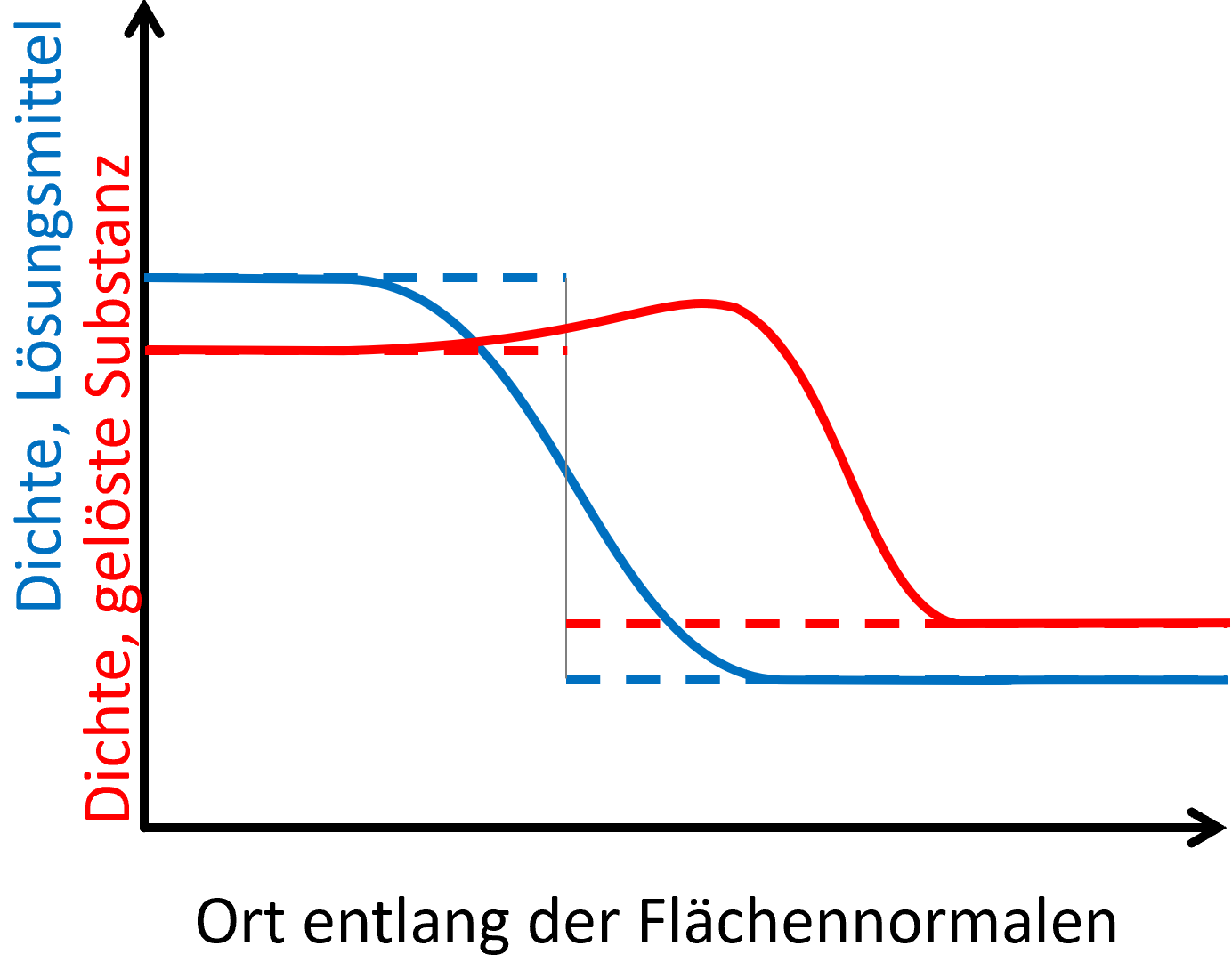
Positive Grenzflächenexzesskonzentration eines gelösten Stoffes

Bei einer Mehrkomponentenmischung wählen wir i. d. R. die Komponente mit dem höchsten Volumenbruch als Lösungsmittel und legen die Lage der Gibbs dividing surface so fest, dass die Grenzflächenexzesskonzentration des Lösungsmittels gleich {\displaystyle 0} ist. Bei allen weiteren Substanzen, {\displaystyle i}, ergibt sich i. d. R. eine von {\displaystyle 0} verschiedene Grenzflächenexzesskonzentration, {\displaystyle \Gamma _{i}}.

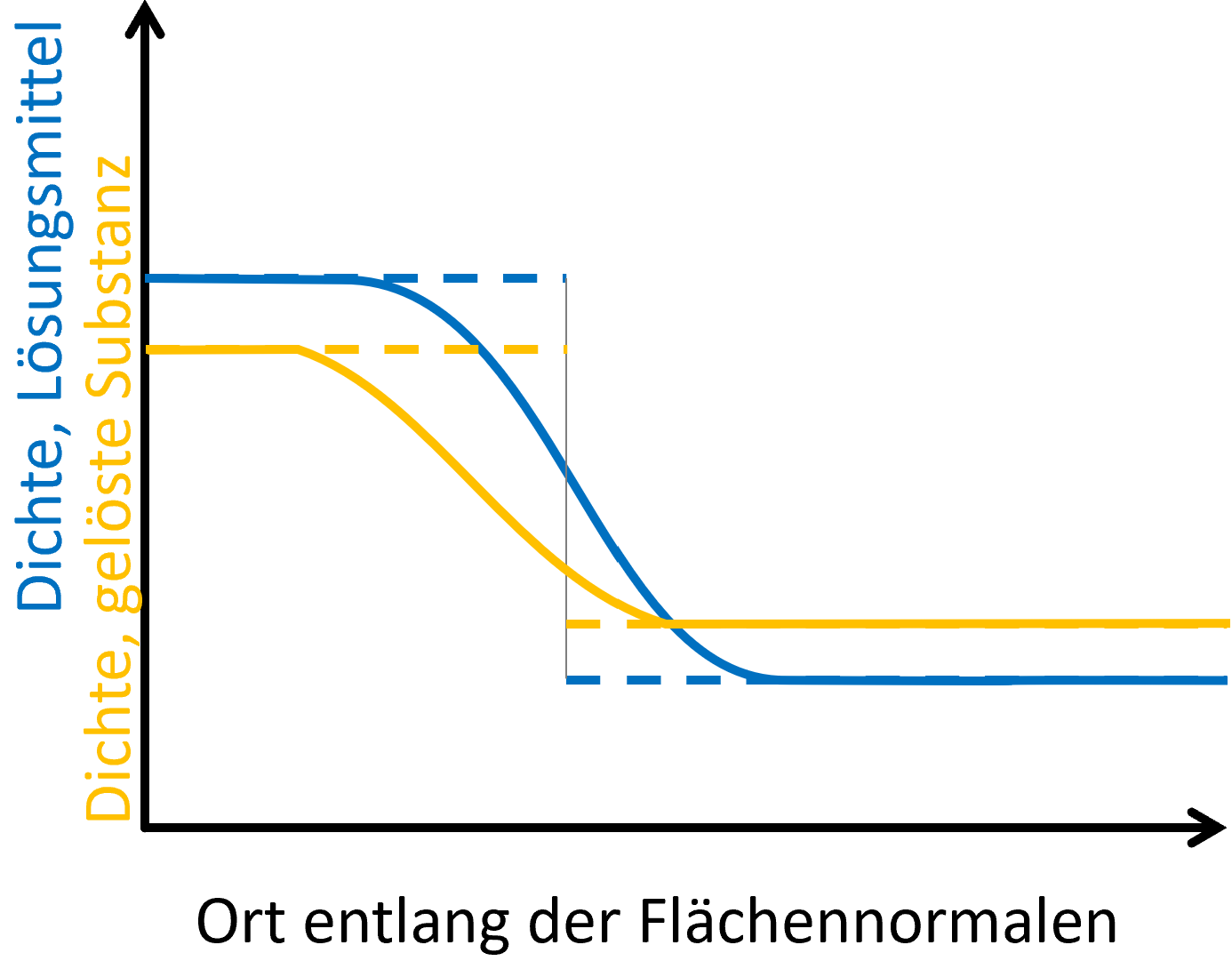
Negative Grenzflächenexzesskonzentration eines gelösten Stoffes

Diese kann sowohl positiv sein (z. B. bei einer Lösung eines Alkohols in Wasser) als auch negativ (z. B. bei einer Lösung eines anorganischen Salzes in Wasser).